# Meta von Cranz
Die Meta von Cranz ist ein Einmast-Plattbodenschiff und wurde 1982 bei der Brand Werft in Oldenburg bestellt und 1983 von Ted van Rijnsover in Holland gebaut. Das Schiff ist ein aufwändiger Nachbau eines holländischen Gaffelrigg-Seglers (Vollenhovense bol) aus der Zeit um die Jahrhundertwende (19./20. Jahrhundert), die in der Provinz Overijssel gebaut wurden. 
Im Juni 1983 wurde der Rumpf im Schlepp über verschiedene Kanäle in den Niederlanden und die Nordsee sowie über die Elbe nach Cranz-Neuenfelde geführt.
Nach einer vierjährigen Ausbauphase durch den Eigner fand am 2. Mai 1987 der Stapellauf statt. Im selben Monat erhielt Meta von Cranz den Restaurierungspreis von der Kulturbehörde Hamburg für einen der schönsten und elegantesten Oldtimernachbauten.
Früher dienten die Vollenhovense bol  überwiegend als Lastenzubringer für die großen Schiffe (z. B. für Torf oder Fisch). Wegen ihres Plattbodens waren diese Schiffe besonders für flache Gewässer geeignet und konnten bis in die Ufer- oder Hafenrandnähe gesteuert werden. Wegen des geringen Tiefganges konnte man auch in kleine Elbauen sowie ins Wattgebiet fahren. 
So kann die Meta von Cranz ohne Probleme trockenfallen, wenn bei Ebbe das Wasser ganz zurückgeht. Der Heimathafen des Schiffes ist Uetersen. Für interessierte Besucher werden Führungen durchgeführt.